# Масторас, Антонис
Анто́нис Ма́сторас (греч. Αντώνης Μάστορας; род. 6 января 1991, Салоники, Греция) — греческий легкоатлет, специализирующийся в прыжке в высоту. Серебряный призёр чемпионата Европы в помещении 2015 года. Четырёхкратный чемпион Греции.

## Биография
Перед тем, как прийти в лёгкую атлетику, занимался тхэквондо, но довольно быстро бросил единоборства, поскольку не имел к ним интереса. Тогда родители отвели юного Антониса на стадион. Он начал со спринтерских дистанций, однако по-настоящему раскрыться ему удалось в прыжке в высоту.
С 16 лет он уже выступал за Грецию на международных соревнованиях. В 2008 году на чемпионате мира среди юниоров занял 6-е место в финале, хотя соперники были на 2 года старше его. В следующие сезоны его результаты росли, появились первые успехи на взрослом уровне (серебро чемпионата Балканских стран). Однако в 2012 году из-за травм и финансовых проблем он взял 6-месячный перерыв в тренировках, чтобы определиться с дальнейшими планами на жизнь. Возвращение к соревнованиям Антонис отметил четвёртым местом на чемпионате Европы в помещении и бронзой молодёжного первенства Старого Света.
В июне 2014 года впервые в карьере преодолел планку на высоте 2,30 м. Однако на последовавшем через 2 месяца чемпионате Европы не смог пройти квалификацию.
Реализовать потенциал ему удалось на зимнем чемпионате Европы в 2015 году. Антонис установил в финале абсолютный личный рекорд (2,31 м) и поделил второе место с итальянцем Сильвано Кезани. Чемпиону Даниилу Цыплакову он проиграл только по попыткам.
Сезон 2016 года пропустил из-за травмы лодыжки и перенесённой в апреле операции.

## Основные результаты
| Год  | Турнир                                      | Место проведения         | Место        | Результат |
| ---- | ------------------------------------------- | ------------------------ | ------------ | --------- |
| 2007 | Чемпионат мира среди юношей                 | Острава, Чехия           | 22-е (квал.) | 2,00 м    |
| 2007 | Европейский юношеский олимпийский фестиваль | Белград, Сербия          | 5-е          | 2,08 м    |
| 2008 | Чемпионат мира среди юниоров                | Быдгощ, Польша           | 6-е          | 2,17 м    |
| 2009 | Универсиада                                 | Белград, Сербия          | 12-е         | 2,00 м    |
| 2009 | Чемпионат Европы среди юниоров              | Нови-Сад, Сербия         | 16-е (квал.) | 2,05 м    |
| 2010 | Чемпионат мира среди юниоров                | Монктон, Канада          | 14-е (квал.) | 2,14 м    |
| 2012 | Чемпионат Балканских стран                  | Эскишехир, Турция        | 2-е          | 2,25 м    |
| 2013 | Чемпионат Европы в помещении                | Гётеборг, Швеция         | 4-е          | 2,29 м    |
| 2013 | Командный чемпионат Европы                  | Гейтсхед, Великобритания | 8-е          | 2,15 м    |
| 2013 | Средиземноморские игры                      | Мерсин, Турция           | 5-е          | 2,21 м    |
| 2013 | Чемпионат Европы среди молодёжи             | Тампере, Финляндия       | 3-е          | 2,26 м    |
| 2013 | Чемпионат мира                              | Москва, Россия           | 13-е (квал.) | 2,26 м    |
| 2014 | Чемпионат Европы                            | Цюрих, Швейцария         | 21-е (квал.) | 2,15 м    |
| 2015 | Чемпионат Европы в помещении                | Прага, Чехия             | 2-е          | 2,31 м    |